# Setantops imitans
Setantops imitans är en stekelart som beskrevs av Heinrich 1968. Setantops imitans ingår i släktet Setantops och familjen brokparasitsteklar. Inga underarter finns listade i Catalogue of Life.